# Guru Nanak
Guru Nanak (Gurū Nānak), ustanovitelj sikhizma in prvi izmed desetih sikhovskih gurujev, * 9. november 1469, Nankana Sahib, Pandžab, Pakistan, † 22. september 1539, Kartarpur, Pakistan. 
Njegovo življenje in delovanje sta zapisana v sikhovski sveti knjigi Guru Granth Sahib, ki so jo zapisali deveti kasnejši guruji in je hkrati Večni Guru. Po sikhovskem verovanju je del Guru Nanakove svetosti, pobožnosti in verske avtoritete prešel na vsakega izmed devetih kasnejših gurujev.

## Življenje
Guru Nanak se je rodil leta 1469 v Nankana Sahibu, v Pandžabu, kar je danes del Pakistana, takrat del Mogulskega imperija. Njegovo rojstvo skihi praznujejo na festivalu Guru Nanak Gurpurab na dan polne lune v mescu Katak, oktober - november. Njegov oče je bil lokalni pobiralec davkov, imel pa je tudi 5 let starejšo sestro, na katero je bil kar precej navezan.
Ko je bil Guru Nanak otrok, je zavrnil upanajano (sveto nit), hindujski obred prehoda, ki bi ga potrdil kot del kaste Khatri, kateri je pripadal po rojstvu. Pravijo, da je že kot otrok rad meditiral in je bil navdušen nad verskimi običaji. Čeprav je bila njegova družina pripadnica hindujske religije, je študiral tako hinduizem kot tudi islam. Pri 18 letih se je poročil z Mato Sulakhani, ki mu je rodila sinova (Sri Chand in Lakhmi Chand). Hindujci na Indijski podcelini so bili takrat pretežno pod vplivom bhaktijevskih gibanj, obliko personalizma s popolno predanostjo določenemu personalnemu božanstvu (npr. Krišne, Rame, Šive).
Veliko svojega časa je posvetil meditiranju in duhovnemu življenju. Njegova glavna poučevanja so se začela približno okoli leta 1499. Sikhovska religija pravi, da se je nekega dne kopal v reki, ko ga je bog vzel v nebesa. Njegova družina je bila v skrbeh, ker so mislili, da je umrl. Po treh dneh se je vrnil s sporočilom od boga. Pustil je službo, da je lahko širil sporočilo, kako biti boljša oseba. Govoril je, da ne sledi niti hinduizmu niti islamu, ampak božji poti, Bogu. Privabil je veliko ljudi iz vseh religij, nikoli pa ni hotel sprejeti materialnih daril.

## Učenje
Pripadnike je učil 3 glavna verska prepričanja, stebre sikhizma:
•	Vand Chhako - nesebičnost, deliti stvari in pomoč drugim, brez egoizma ali ljubosumnosti; 
•	Kirat Karo -  preživljanje s poštenim delom;
•	Naam Japna - meditacija in izvajanje mantre s ponavljanjem božjega imena. Najpogosteje so izgovarjali besedo Waheguru.
Veliko je prepotoval - opravil je pet večjih potovanj. Obiskal je Šrilanko, Tibet, celotno Indijo, Bagdad in tudi Meko.
Leta 1539 je imenoval svojega naslednika, Bhai Lehna. Dobil je ime Guru Angad, kar pomeni 'del tebe'. Imenovanje naslednika je nato postala tradicija gurujev, že naslednji dan pa je umrl, in sicer v mestu Kartarpur. Star je bil 70 let. Hindujci in muslimani so si ga želeli pokopati vsak na svoj način, a ko so odstranili pregrinjalo z njegova telesa, je bilo pod njim na stotine rož. Tako sta obe skupini lahko vzeli rože in sta si ga zapomnili vsaka na svoj način.
Prvi biografski viri o Nanakovem življenju so Janamsākhīs (življenjski računi), zbirka zgodb o Nanakovem življenju, ki ni nujno kronološko urejena in si mestoma tudi nasprotuje. Sikhovski pisec Bhai Gurdas in pisci besedila Guru Granth Sahib (Večni Guru) so v svojih delih prav tako pisali o Nanakovem življenju, ampak ne tako natančno in obširno. V omenjenem delu Večni Guru se Guru Nanaku pripisuje 974 himn.